# Gerd Eversberg
Gerd Eversberg (* 1947 in Magdeburg) ist ein deutscher Germanist und Autor.

## Leben
Eversberg studierte von 1967 bis 1973 in Köln Theaterwissenschaft, Germanistik, Philosophie und Pädagogik. 1976 wurde er Fachleiter am Studienseminar Wuppertal. 1987 Promotion zum Dr. phil. Von 1989 bis 2011 war Eversberg Sekretär der Theodor-Storm-Gesellschaft, Direktor des Theodor-Storm-Zentrums in Husum und Studiendirektor an der Hermann-Tast-Schule. Von 2011 bis 2014 war er Honorarprofessor für Neuere Deutsche Literatur an der Georg-August-Universität Göttingen.

## Schriften
- Storms erste grosse Liebe. Theodor Storm und Bertha von Buchan in Gedichten und Dokumenten. Heide 1995, ISBN 3-8042-0762-6.
- als Hrsg.: Theodor Storm. Anekdoten, Märchen, Sagen, Sprichwörter und Reime aus Schleswig-Holstein. Texte, Entstehungsgeschichte, Quellen. Heide 2005, ISBN 3-8042-1166-6.
- Theodor Storm als Schüler. Mit vier Prosatexten und Gedichten von 1833 bis 1837 sowie sechs Briefen. Heide 2006, ISBN 3-8042-1191-7.
- als Hrsg.: Theodor Storm: Gedichte. Heide 2007, ISBN 978-3-8042-1205-3.
- Theodor Storm lässt grüßen. Beobachtungen aus dem Land des Schimmelreiters. Heide 2009, ISBN 978-3-8042-1274-9.
- Der echte Schimmelreiter. So (er)fand Storm seinen Hauke Haien. Heide 2010, ISBN 978-3-8042-1317-3.
- Das Marionettenspiel vom Doktor Faust. Georg Geißelbrecht und seine Faust-Version um 1800. Göttingen 2012, ISBN 978-3-8353-1215-9.
- als Hrsg.: Theodor Storm: Sagen, Märchen und Schwänke aus Schleswig-Holstein. Heide 2012, ISBN 978-3-8042-1372-2.
- mit  Anne Petersen (Hrsg.): Der Schimmelreiter. Novelle von Theodor Storm. Historisch-kritische Ausgabe. (= Husumer Beiträge zur Storm-Forschung. Band 9). Berlin 2014, ISBN 978-3-503-15506-4.
- als Hrsg.: Theodor Storm: Der Schimmelreiter. Eine kommentierte Leseausgabe. Berlin 2015, ISBN 978-3-503-15572-9.
- Mit Theodor Storm auf Sylt. Erkundungen auf den Spuren des Dichters. Husum 2016, ISBN 978-3-89876-818-4.
- Und seitab liegt die Stadt. Julius Grelstorff: Häuser in Husum. Ein Album für Theodor Storm. Husum 2017, ISBN 978-3-89876-871-9.
- Theodor Storm – Gedichte und Geschichten aus Husum und Nordfriesland. Husum 2017, ISBN 978-3-89876-866-5.
- Theodor Storm: Spuk- und Gespenstergeschichten – Kritische, kommentierte Ausgabe. Berlin 2017, ISBN 978-3-503-17192-7.
- Theodor Storm. Künstler – Jurist – Bürger. Weimar 2017, ISBN 978-3-7374-0253-8.
- Theodor Storm. Wohin du gehst, wohin du irrst. Notwendige feine Gedichte. Wiesbaden 2017, ISBN 978-3-7374-1052-6.
- Theodor Storms Weihnachten. Dokumente, Gedichte, Erzählungen. Husum 2017, ISBN 978-3-88042-652-8.
- als Hrsg.: Faust zum Vergnügen. Reclam, Ditzingen 2018, ISBN 978-3-15-019497-3.
- als Hrsg.: Johann Georg Geißelbrecht: Doctor Faust. Das wiedergefundene Marionettenspiel. Reclam, Ditzingen 2018, ISBN 978-3-15-019505-5.

## Auszeichnungen
- 2005: Bundesverdienstkreuz am Bande